# Простая поверхность
Простая поверхность — поверхность, которую можно представить как кусок плоскости, подвергнутый непрерывным деформациям (растяжениям, сжатиям и изгибаниям). Более точно, простой поверхностью называется образ гомеоморфного отображения (то есть взаимно однозначного и взаимно непрерывного отображения) внутренности единичного квадрата. Этому определению можно дать аналитическое выражение.
Пусть на плоскости с прямоугольной системой координат u и v задан квадрат, координаты внутренних точек которого удовлетворяют неравенствам 0 < u < 1, 0 < v < 1. Гомеоморфный образ квадрата в пространстве с прямоугольной системой координат х, у, z задаётся при помощи формул х = x(u, v), у = y(u, v), z = z(u, v) (параметрическое задание поверхности). При этом от функций x(u, v), y(u, v) и z(u, v) требуется, чтобы они были непрерывными и чтобы для различных точек (u, v) и (u', v') были различными соответствующие точки (x, у, z) и (x', у', z').
Примером простой поверхности является полусфера. Вся же сфера не является простой поверхностью. Это вызывает необходимость дальнейшего обобщения понятия поверхности.
Подмножество пространства, у каждой точки которого есть окрестность, являющаяся простой поверхностью, называется правильной поверхностью.